# Зе Каштру
Зе Каштру (полное имя Жозе́ Эдуа́рду Ро́за Ва́ли и Ка́штру; порт. José Eduardo Rosa Vale e Castro; 13 января 1983, Коимбра) — португальский футболист, защитник.

## Клубная карьера
Зе Каштру — воспитанник футбольной школы клуба «Академика» из Коимбры. 3 октября 2004 года он сыграл первый матч за основную команду клуба. Всего за два сезона Зе Каштру выходил на поле в составе «Академики» 54 раза, забил 1 гол, в нескольких матчах был капитаном команды.
Летом 2006 года он подписал контракт с «Атлетико Мадрид», в первом сезоне отыграл 22 матча и забил 2 гола, в следующем сезоне потерял место в основном составе. Летом 2008 года Зе Каштру был отдан в аренду в «Депортиво Ла-Корунья», на следующий год был выкуплен этим клубом за 2 миллиона евро.

## Международная карьера
Зе Каштру сыграл 15 матчей за молодёжную сборную Португалии и забил 1 гол. На Чемпионате Европы среди молодёжных сборных 2006 года он принял участие в трёх матчах, в матче с Сербией на этом турнире он забил гол в свои ворота.
10 июня 2009 года Зе Каштру провёл единственный матч за главную сборную Португалии. Товарищеская встреча с Эстонией в Талине закончилась вничью 0:0.